# PixARK
PixArk ist ein Survival-Aufbauspiel, das im März 2018 in der Early Access für Microsoft Windows und Xbox One erscheinen soll. Veröffentlicht werden soll das Spiel außerdem auf der PlayStation 4 und der Nintendo Switch. Das Spiel lässt sich sowohl im Einzel- als auch im Mehrspielermodus spielen.

## Spielprinzip
Der Spieler befindet sich auf einer Insel, die von über 100 unterschiedlichen Dinosaurierarten bevölkert ist. Diese lassen sich töten oder zähmen und reiten. Zudem muss der Spieler sein Überleben sichern, indem er Rohstoffe abbaut, Gegenstände herstellt, Bauwerke errichtet und sich gegen feindliche Tiere und Mitspieler wehrt. Die Welt besteht aus einzelnen Voxeln, sodass der Spieler die Welt manipulieren und anpassen kann, indem er Blöcke entfernt oder hinzufügt. Die Welt hat mehrere Areale wie Dschungel, Wüste und Höhlen und wird prozedural generiert, ist also nicht vorgefertigt. Ebenso ist das Quest-System prozedural und schafft so immer neue Herausforderungen. Neben dem Überlebensmodus kann sich der Spieler außerdem im Kreativmodus auf das Bauen konzentrieren, ohne dabei angegriffen zu werden und Rohstoffe sammeln zu müssen.

## Entwicklung und Veröffentlichung
Bereits 2017 kündigte das Entwicklerstudio Snail Games eine Kooperation mit dem Ark-Entwickler Studio Wildcard an. Offiziell wurde das Spiel am 25. Januar 2018 mit einem Trailer angekündigt.
PixARK erschien im März 2018 in einer Early-Access-Version für Microsoft Windows und Xbox One. Versionen für PlayStation 4 und Nintendo Switch sind geplant.

## Rezeption
Aufgrund der Pixelgrafik und Sandbox-Elemente im Spiel sowie den Dinosauriern wird das Spiel auch als eine Mischung aus Minecraft und Ark: Survival Evolved bezeichnet. Zudem wurden viele weitere Aspekte des Gameplay übernommen und der Titel des Spiels spielt auf diese Mischung an. Das Spiel sei nach Meinung der PC Games sehr bunt und unterhaltsam und für jede Altersgruppe geeignet. Aufgrund der Optik und Spielweise des Spiels ist es außerdem nach Meinung der PC Games Hardware mehr für Kinder und Jugendliche geeignet als Ark: Survival Evolved.